# Andreas Meck

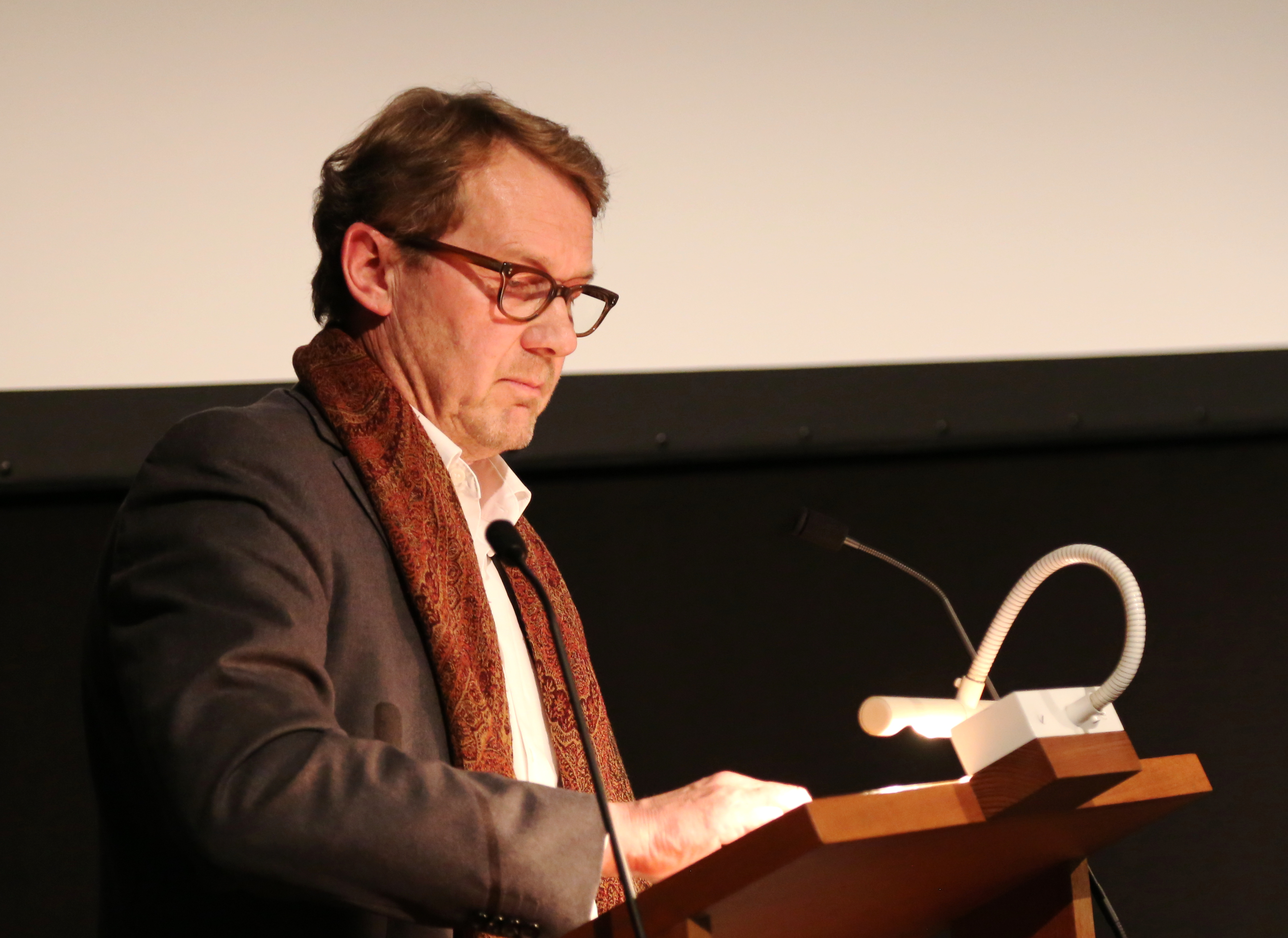
Andreas Meck, 2017

Andreas Meck (* 10. Dezember 1959 in München; † 20. August 2019 ebenda) war ein deutscher Architekt und Hochschullehrer.

## Werdegang
Andreas Meck wuchs als Sohn des früheren Ingolstädter Stadtwerkechefs Hans Meck auf und studierte von 1979 bis 1985 Architektur an der TU München. Er praktizierte bei Josef Elfinger, Lehrmeister von Karljosef Schattner, in Ingolstadt. Nach seiner Diplomarbeit Theresienwiese bei Gerd Albers, die 1985 in der Architekturgalerie München gezeigt wurde, studierte er bis 1986 an der Architectural Association School of Architecture in London. Anschließend arbeitete er bis 1989 bei Manfred Kovatsch in München und gründete im selben Jahr ein eigenes Architekturbüro in München. Zu Beginn arbeitete er mit Stephan Köppel zusammen. 2011 gründete er mit Axel Frühauf meck architekten und seit dem Tod Mecks an Krebserkrankung leitet Frühauf allein das Büro. Meck lehrte bei Manfred Kovatsch an der ADBK München (1988–1989), als Lehrbeauftragter (1994–1998) und als Professor (1998–2019) an der Hochschule München. Meck war von 2013 bis 2019 Dekan der Fakultät für Architektur der Hochschule München. 
1992 wurde er Mitglied im Deutschen Werkbund, 1994 im Bund Deutscher Architekten, 2006 in der Deutschen Akademie für Städtebau und Landesplanung und 2007 in der Bayerischen Akademie der Schönen Künste. Er engagierte sich im Förderverein des Architekturmuseum der TU München.

## Bauwerke
Mecks Bauwerke wurden von Michael Heinrich und Florian Holzherr fotografiert.
Als Mitarbeiter von Manfred Kovatsch:
- 1986–1990: Siedlung Sprengerinstraße, Puchheim[6][7]

Als Partner der Architektengemeinschaft Meck + Köppel:

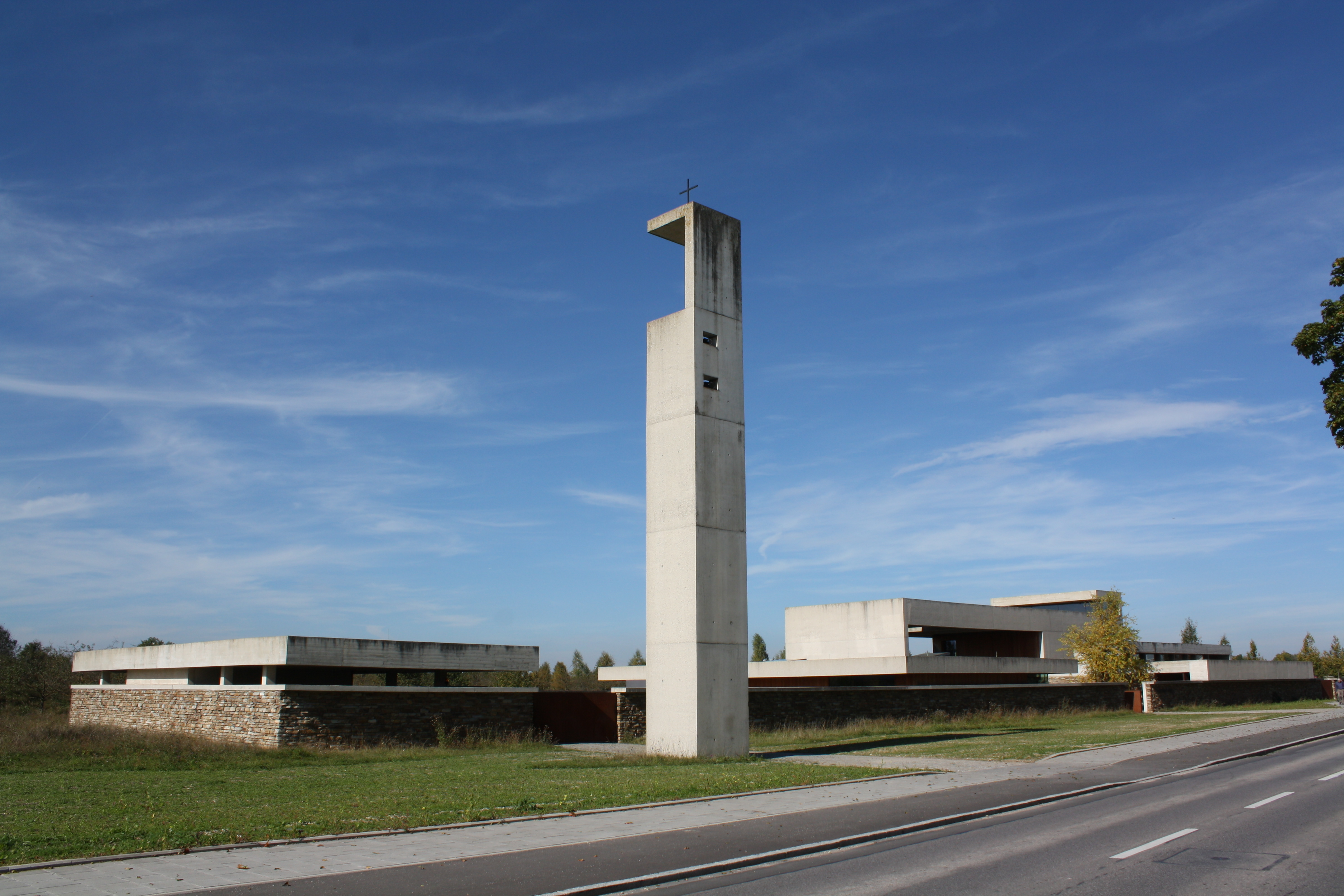
Aussegnungshalle Friedhof Riem, Trudering-Riem

- 1995: 1. Preis – Ladenzentrum Seidlkreuz-Mitte, Eichstätt[8]
- 1997–1999: Studentisches Wohnen, Ingolstadt
- 1996–1998: Pfarr- und Jugendheim, Lenting mit Walter Bamberger[9] und Ulrich und Angelika Holzscheiter
- 1998–1999: Wohnhaus Kammerl, München-Feldmoching[10]
- 1997–2000: Aussegnungshalle Friedhof Riem, Trudering-Riem mit lohrer.hochrein, Dieter Herrschmann und Hermann Bigelmayr
- 1999–2001: Wohnhaus, München-Laim mit Brigitte Püls
- 1991–2005: Bibliotheks- und Hörsaalgebäude der Bauhaus-Universität Weimar mit Mahl Gebhard
- 1998–2009: Wohnbebauung an der Lothringer Straße, München mit Homeier Richter

Eigene Bauwerke:

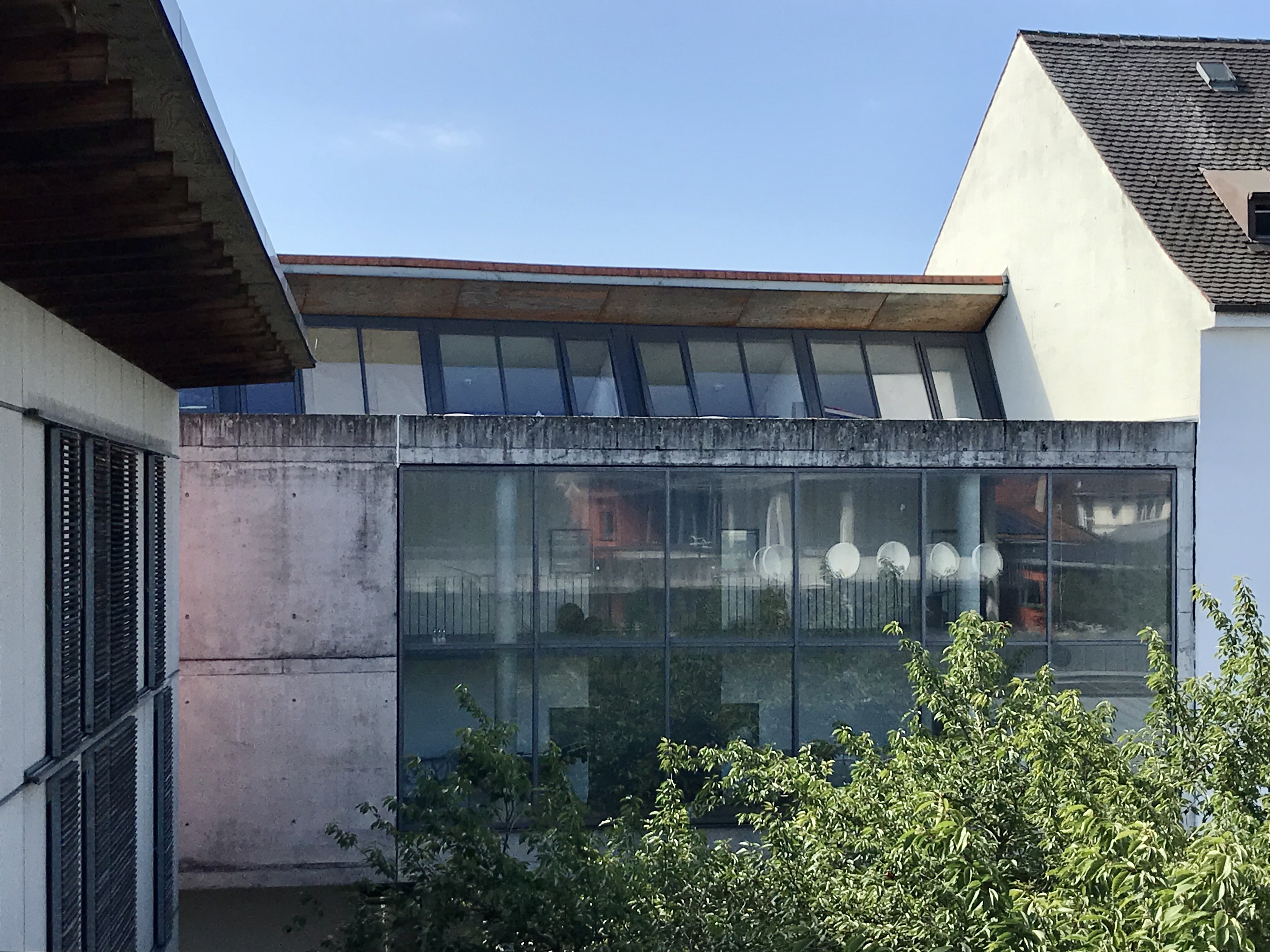
Integriertes Wohnen, Ingolstadt

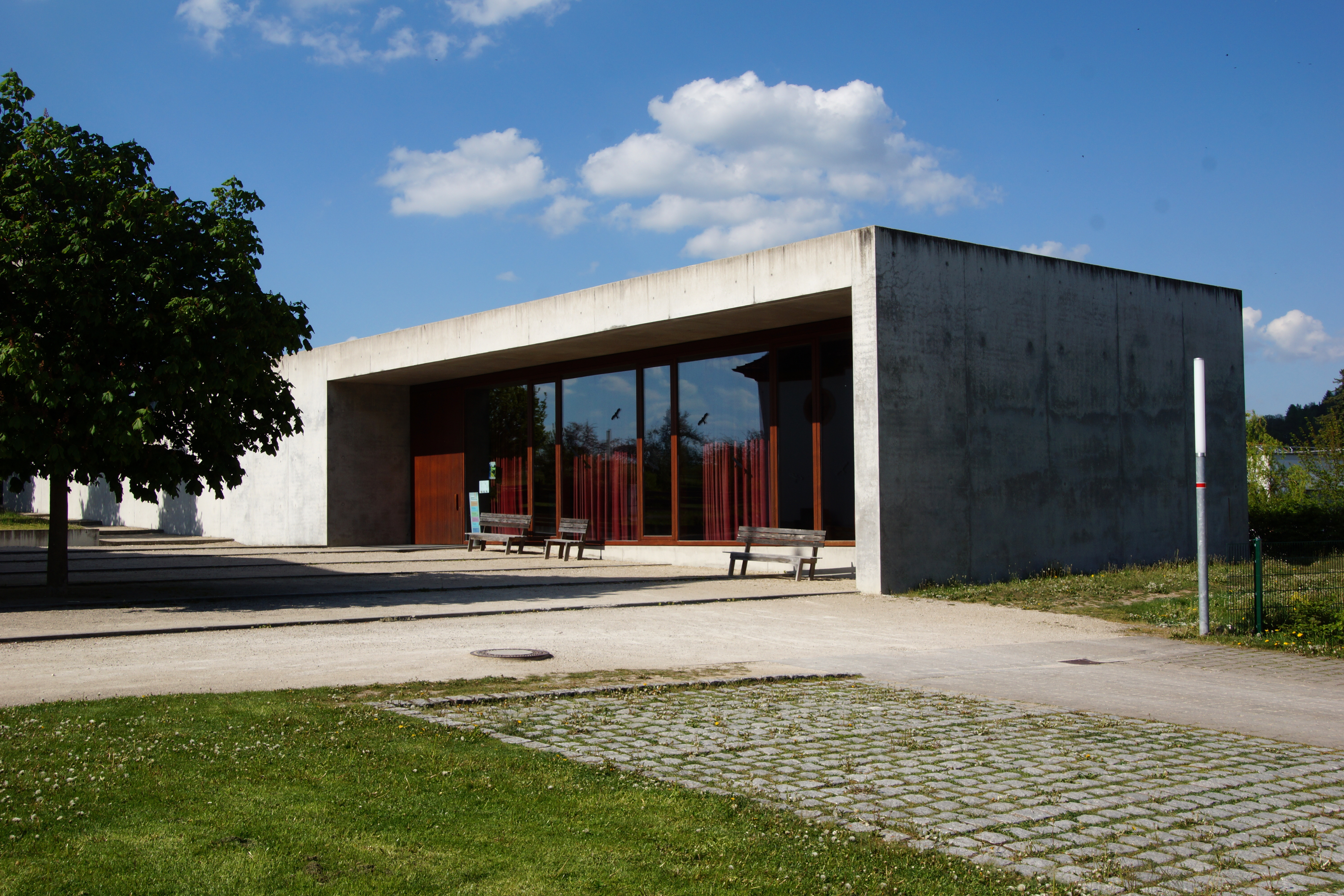
Jugend- und Pfarrheim, Thalmässing

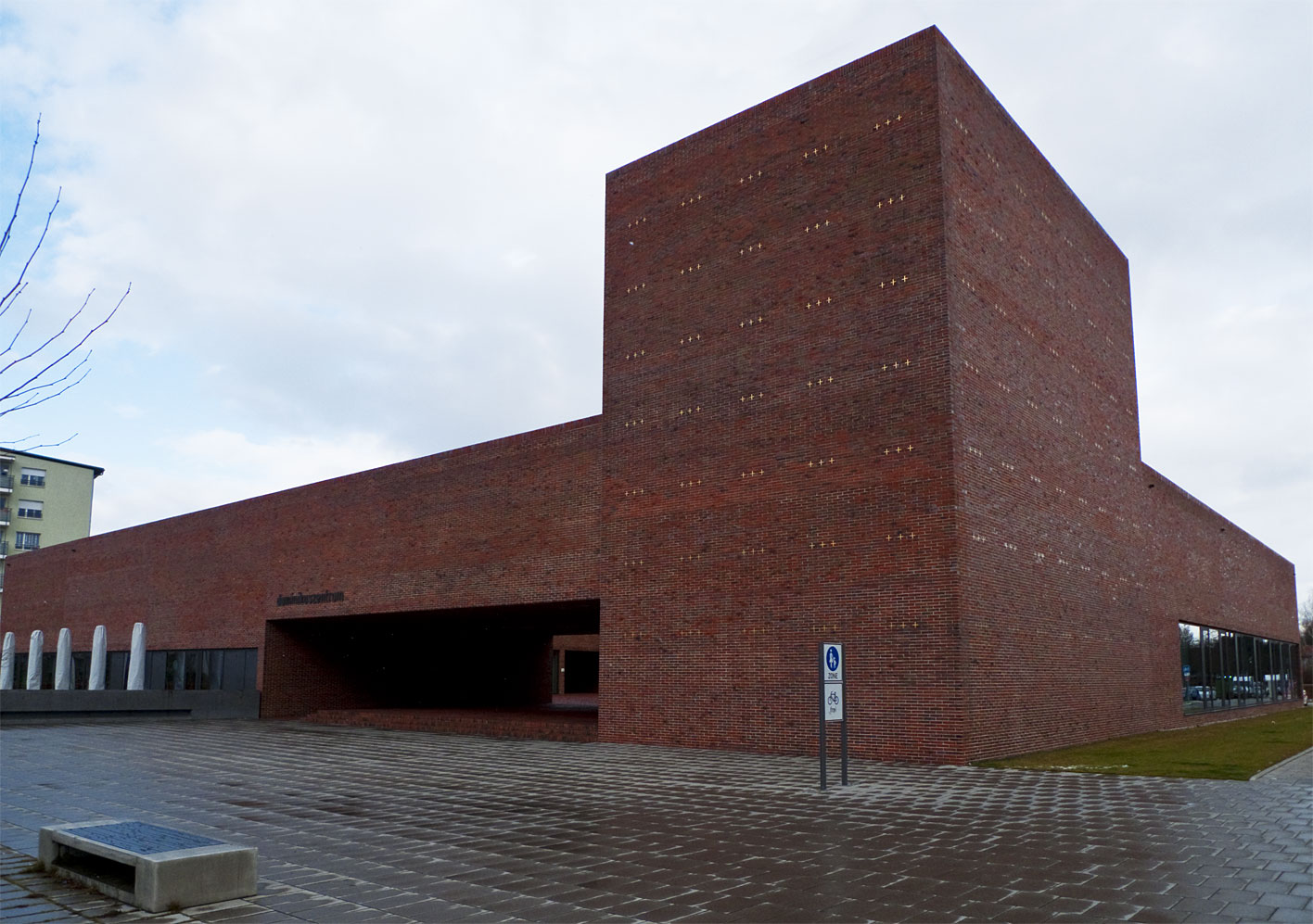
Dominikuszentrum, München-Nordhaide

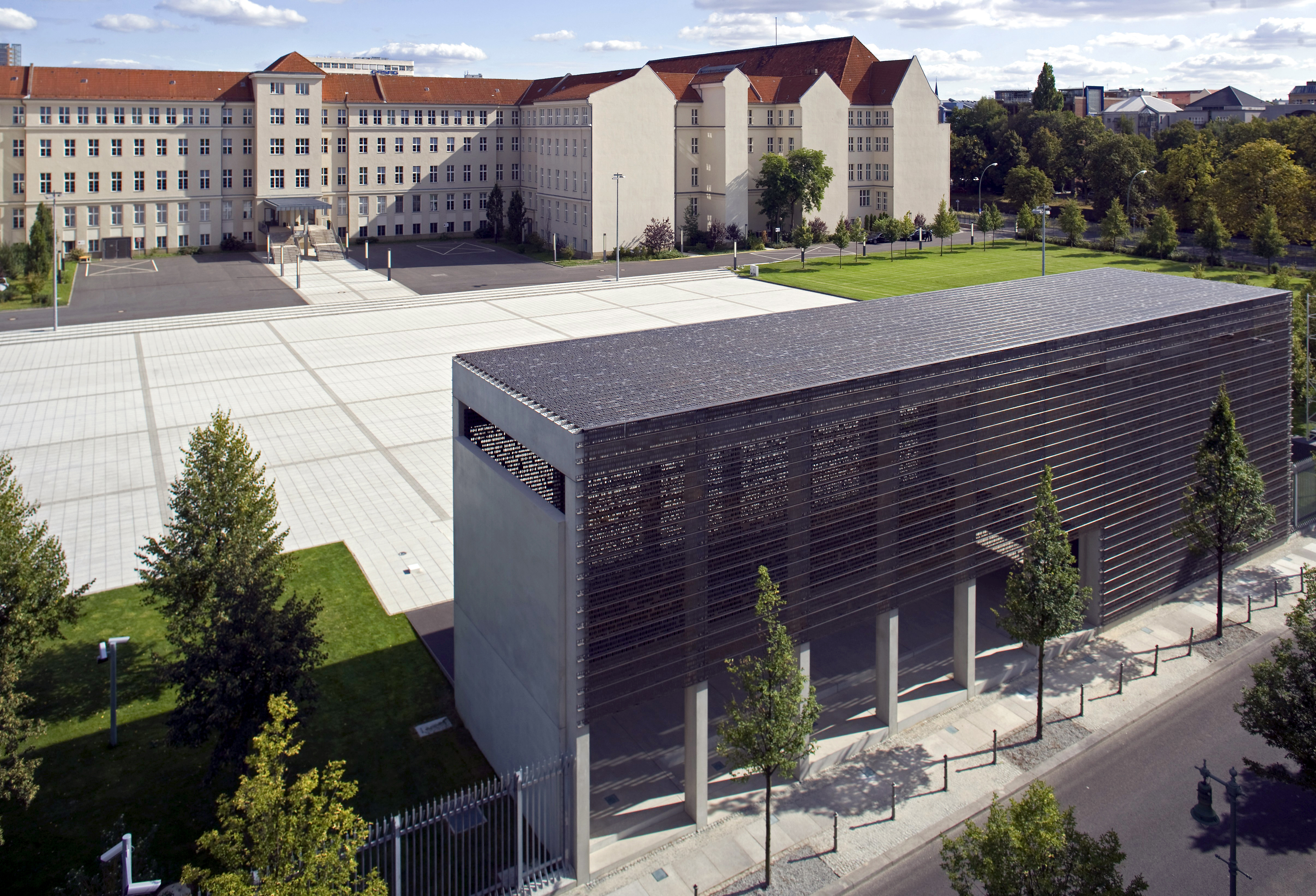
Ehrenmal der Bundeswehr, Berlin

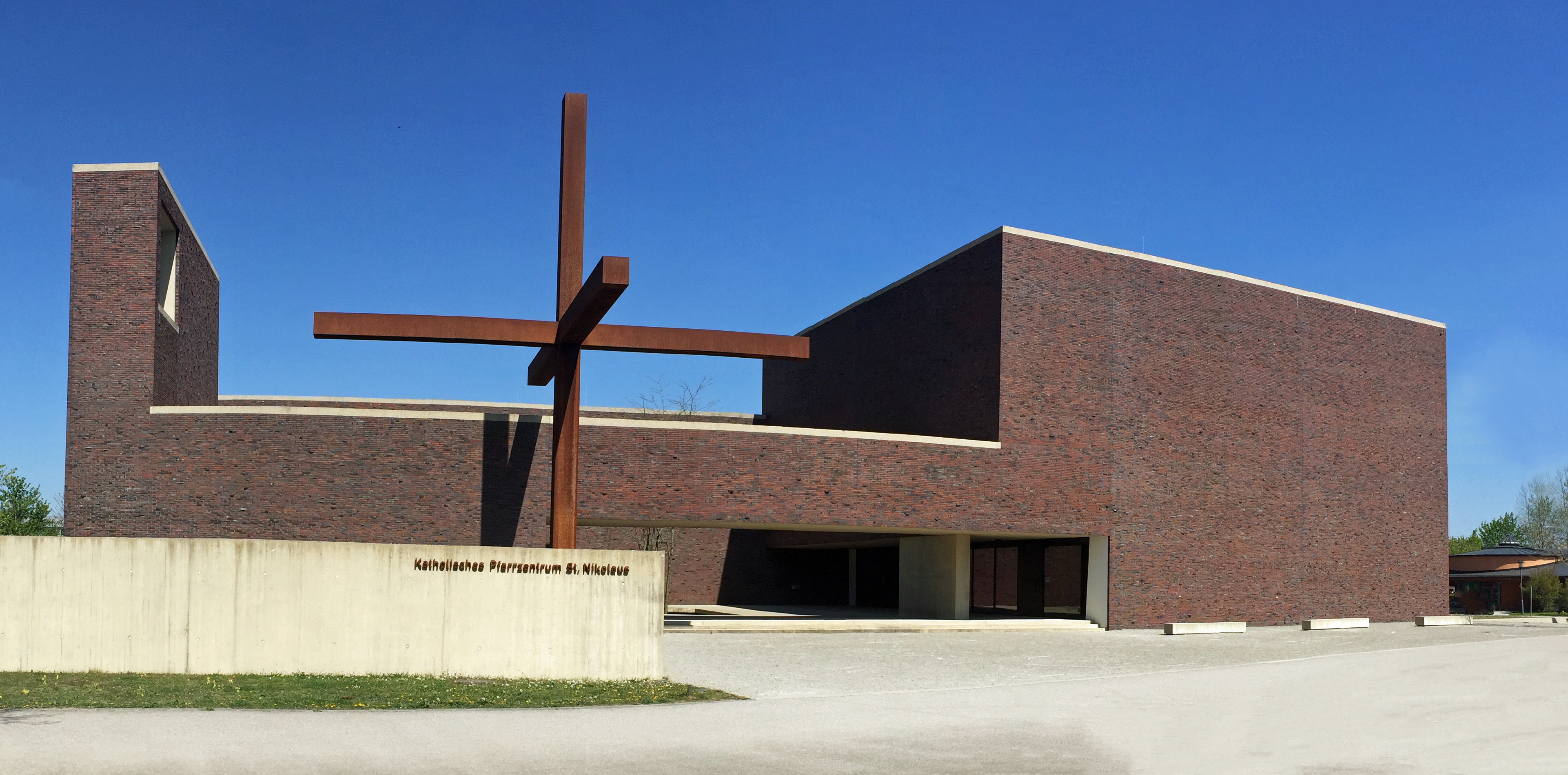
Pfarrzentrum St. Nikolaus, Neuried

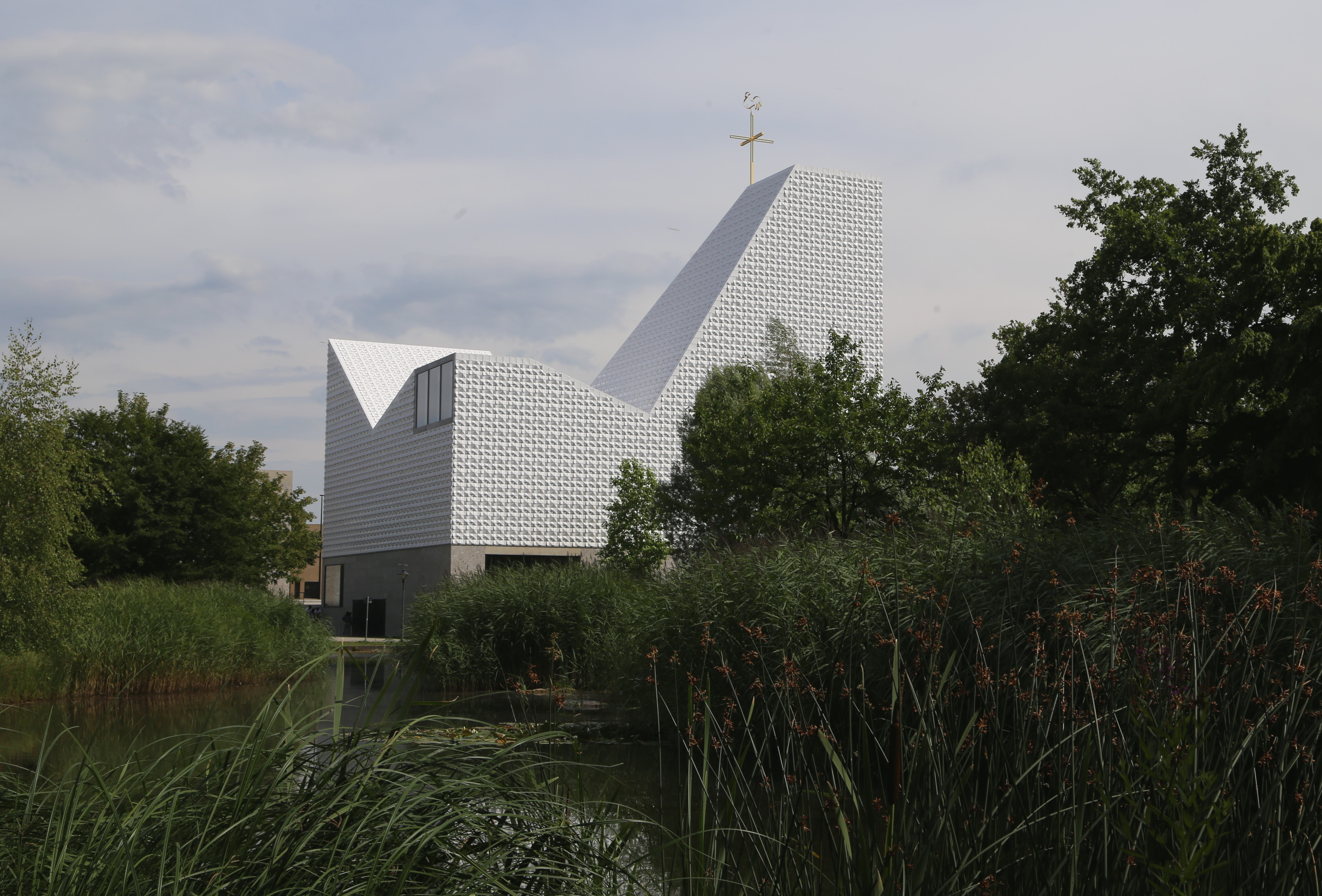
Kirche Seliger Pater Rupert Mayer, Poing

- 1989–1993: Sozialer Wohnungsbau, Ingolstadt
- 1994: Haus Hans Meck, Aschau
- 1993–1996: Wohnanlage Waldkraiburg[11]
- 1989–1997: Integriertes Wohnen, Ingolstadt
- 2004: Jugend- und Pfarrheim, Thalmässing mit Karlheinz Beer und Walter Bamberger
- 2007: Kopfbau der Stadtwerke München, München
- 2008: Dominikuszentrum, München-Nordhaide
- 2008: Pfarrzentrum St. Nikolaus, Neuried
- 2009: Ehrenmal der Bundeswehr, Berlin mit Sailer Stepan und Partner

In Partnerschaft mit Axel Frühauf:
- 2010–2012: Ferienhaus Aufberg 1110, Piesendorf
- 2010–2013: Zentralbibliothek der Hochschule München
- 2010–2013: Ferienhaus, Maria Alm
- 2012–2013: Atelier Holzherr, Gauting
- 2013–2016: Rathaus, Maitenbeth mit Thomas Hammer
- 2013–2016: Evangelisches Gemeindezentrum, Markt Schwaben
- 2011–2018: Kirche Seliger Pater Rupert Mayer, Poing
- 2012–2019: Mensa Campus Garching Mensa des Hochschul- und Forschungszentrum Garching[12]
- 2015–2019: Wohnbebauung an der Paul-Gerhardt-Allee, München
- 2014–2020: Haus für Kinder, Kirchseeon
- 2017–2022: Wohnen und Arbeiten im Kaufmannshof am Zollhafen, Mainz

## Auszeichnungen und Preise
- 1985: DAAD-Stipendium für die Architectural Association in London
- 1993: Bayerischer Wohnungsbaupreis für Sozialen Wohnungsbau Kellerstraße 2/4/6, Ingolstadt
- 1995: Gestaltungspreis der Wüstenrot Stiftung für Sozialen Wohnungsbau Kellerstraße 2/4/6, Ingolstadt
- 1995: Anerkennung – Deutscher Architekturpreis für Haus Meck, Aschau
- 1996: Ehrenpreis im landesweiten Ideenwettbewerb zur Verbesserung der Integration von Menschen mit Behinderung, Sozialer Wohnungsbau Kellerstraße 2/4/6 und Integriertes Wohnen Sebastianstraße in Ingolstadt
- 1996: Architekturpreis Zukunft Wohnen für Sozialer Wohnungsbau Kellerstraße 2/4/6 und Integriertes Wohnen Sebastianstraße, Ingolstadt und für Wohnungsbau Siemensstraße, Waldkraiburg
- 1996: Nominierung – Förderpreis für Architektur der Landeshauptstadt München
- 1997: Bayerischer Wohnungsbaupreis für Wohnungsbau Siemensstraße, Waldkraiburg
- 1997: BDA Preis Bayern für Wohnanlage Waldkraiburg
- 1998: Holzbaupreis Bayern für Pfarr- und Jugendheim, Lenting[13]
- 1999: Deutscher Städtebaupreis für Sanierungsgebiet D in Ingolstadt Wohnanlage Kellerstraße, Integriertes Wohnen und Studentisches Wohnen
- 1999: BDA Preis Bayern für Pfarr- und Jugendheim, Lenting
- 2001: BDA Preis Bayern für die Aussegnungshalle des Friedhofs Riem
- 2001: Lobende Erwähnung – Architekturpreis Beton für Aussegnungshalle des Friedhofs Riem[14]
- 2003: BDA Preis Bayern für ein Niedrigenergiehaus in München
- 2003: Nominierung – Mies van der Rohe Award für Aussegnungshalle des Friedhofs Riem[15]
- 2005: Nominierung – Mies van der Rohe Award für Jugend- und Pfarrheim, Thalmässing[16]
- 2005: contractworld.award für Jugend- und Pfarrheim, Thalmässing[17]
- 2006: Auszeichnung Guter Bauten Franken für Jugend- und Pfarrheim, Thalmässing[18]
- 2006: Velux Architekten-Wettbewerb für Umbau Dachgeschosswohnung Baaderstraße, München[19]
- 2006: Thüringer Staatspreis für Architektur und Städtebau für Bibliotheks- und Hörsaalgebäude der Bauhaus-Universität Weimar
- 2009: Nominierung – Mies van der Rohe Award für Dominikuszentrum, München[20]
- 2010: contractworld.award für Dominikuszentrum, München[21]
- 2010: Anerkennung – Gestaltungspreis der Wüstenrot Stiftung für Wohnbebauung an der Lothringer Straße, München[22][23]
- 2013: BDA Preis Bayern für Pfarrzentrum St. Nikolaus, Neuried
- 2015: Architekturpreis der Landeshauptstadt München
- 2017: Anerkennung – Deutscher Ziegelpreis für Rathaus, Maitenbeth
- 2019: Große Nike für Kirche Seliger Pater Rupert Mayer, Poing
- 2019: BDA Preis Bayern für Kirche Seliger Pater Rupert Mayer, Poing
- 2019: Anerkennung – Deutscher Ziegelpreis für Kirche Seliger Pater Rupert Mayer, Poing
- 2019: Auszeichnung – Deutscher Architekturpreis für Kirche Seliger Pater Rupert Mayer, Poing
- 2020: International Prize for Sacred Architecture Fondazione Frate Sole für Kirche Seliger Pater Rupert Mayer, Poing
- 2020: Auszeichnung – Preis des Deutschen Stahlbaues für Kirche Seliger Pater Rupert Mayer, Poing
- 2020: Besondere Anerkennung – Deutscher Natursteinpreis für Kirche Seliger Pater Rupert Mayer, Poing
- 2020: Belobigung – Deutscher Städtebaupreis für Rathaus, Maitenbeth
- 2021: BDA Regionalpreis Über Oberbayern für Rathaus, Maitenbeth

## Ehemalige Mitarbeiter
- Axel Frühauf
- Maximilian Rimmel
- Werner Schührer
- Andreas Westner

## Interviews
- 2015: Andreas Meck, Architekt, Hochschule für angewandte Wissenschaften München
- 2017: Vom Bauen in den Bergen 4, BR Fernsehen

## Bücher
- mit Architekturgalerie (Hg.): Andreas Meck. Theresienwiese. Robert Pfeiffer, München 1985.
- Meck Architekten (Hg.): meck architekten. Gestimmte Räume. Hirmer Verlag, München 2020, ISBN 978-3-7774-3612-8.